# Isidro Maiztegui
Isidro Buenaventura Maiztegui Pereiro (* 14. Juli 1905 in Gualeguay; † 29. Mai 1996 in Mar del Plata) war ein argentinischer Komponist.
Maiztegui besuchte das Konservatorium seiner Heimatstadt und studierte ab 1927 an der Fakultät für Recht und Sozialwissenschaften der Universität Buenos Aires. 1930 nahm er ein Studium am Conservatorio Nacional de Música y Declamación auf, wo Athos Palma (Harmonielehre), José Gil (Kontrapunkt) und José André (Komposition) zu seinen Lehrern zählten. Parallel arbeitete er von 1931 bis 1938 beim Teatro Colón.
Seit 1933 war Maiztegui als Filmmusikkomponist aktiv. Bis Anfang der 1950er Jahre komponierte er die Musiken zu mehr als 50 argentinischen Filmen. Hierfür verlieh ihm die Comisión de Comunicación Social der argentinischen Bischofskonferenz 1995 den Premio San Gabriel. Er komponierte aber auch Ballette, Orchesterstücke, Kammermusik und Werke für Solomusik. Daneben unterrichtete er am Colegio Nacional Bernardino Rivadavia von Buenos Aires und am Konservatorium der Universidad de Cuyo und war als Chorleiter aktiv.
Von 1952 bis 1969 lebte er in Paris, danach leitete er das Instituto de Arte Lírico der Stadt Buenos Aires und wurde 1973 Direktor des Musikarchivs des Teatro Colón. Die Stadt Mar del Plata ernannte ihn 1995 zum Ehrenbürger.

## Werke
- Schauspielmusik zu Mirandolina, 1933
- Introducción y Zamba für Stimme und Klavier, Text von José Saldías, 1934
- Media Caña für Orchester, 1934–36
- Danza exótica für Orchester, 1934–36
- Gran Vals für Orchester, 1934–36
- Schauspielmusik zu Calandria von Martiniano Leguizamón, 1939
- Schauspielmusik zu Martín Fierro, 1941
- Schauspielmusik zu Una viuda difícil von Conrado Nalé Roxlo, 1944
- Schauspielmusik zu El pelele de chocolate von Alvaro Yunque, 1944
- Nocturno. für Stimme und Klavier, Text von Baldomero Fernández Moreno, 1944
- Sonatina en mi mayor für Klavier, 1944
- ... del Amor y Soledad für Stimme und Flöte, Text von Juan Ramón Jiménez, 1945
- Schauspielmusik zu Los intereses creados von Jacinto Benavente, 1945
- Schauspielmusik zu El pacto de Cristina von Conrado Nalé Roxlo, 1945
- Schauspielmusik zu La barca sin pescador von Alejandro Casona, 1945
- Salmo pluvial für Gesang, Flöte, Oboe, Fagott und Harfe oder Streichquartett, Bläserquartett und Harfe, Text von Leopoldo Lugones, 1945–49
- Schauspielmusik zu La eterna ninfa, 1946
- Schauspielmusik zu El zoo de cristal, 1947
- Levana y las tres tristezas, Ballett, 1947
- Serie de Canciones Latinoamericanas für Stimme und Klavier, Texte von Jacinto Fonbona Pachano, Jorge Carrera Andrade, Cayetano Córdova Iturburu, César Vallejo, Pablo Neruda, Esther de Cáceres, José Gorostiza, Manuel Bandeira, Nicolás Guillén, 1947
- Escarceo criollo für Klavier, 1947
- Hojas de Otoño, Tango für Klavier, 1947
- Lied, Canción de cuna für Stimme und Klavier, Text von Conrado Nalé Roxlo, 1948
- Schauspielmusik zu Los árboles mueren de pié von Alejandro Casona, 1949
- Seis cantares de la memoria für Stimme und Instrumente, 1949
- Cardo en flor, Canción criolla. für Stimme und Klavier, Text von Elena Areco, 1950
- Canciones españolas. Al estilo del romancero popular español; homenaje a Miguel Hernández für Gitarre und Stimme, Texte von Miguel Hernández, Vicente Aleixandre, Jesús López Pacheco, Blas de Otero, Lauro Olmo, Leopoldo de Luis, Ramón de Garciasol, Gabriel Celaya, 1951
- Chacarera für Klavier, 1952
- Danza für Klavier, 1952
- Reminiscencias criollas für Klavier, 1952
- Zamba für Klavier, 1952
- Sonata für Gitarre, 1953
- Macías o namorado [o Macías el enamorado], szenische Kantate für Sopran, Tenor, Sprecher, gemischten Chor und Orchester nach Texten von Ramón Cabanillas, Ramón Otero Pedrayo und Antonio de Lorenzo, 1956
- Preludios gallegos für Klavier, 1957
- Danza (Folk Dance) für Klavier, 1958
- Zamba (Folk Dance) für Klavier, 1958
- Schauspielmusik zu Juan Moreira, 1958
- Suite für Cembalo, 1960
- Schauspielmusik zu Casa de muñecas nach Henrik Ibsen, 1960
- Preludio. Homenaje a Carlos López Buchardo für Klavier, 1960
- Copla. Homenaje a Julián Aguirre für Klavier, 1960
- Schauspielmusik zu Prohibido suicidarse en Primavera von Alejandro Casona, 1964
- Canción 102 für Stimme und Flöte, Text von Rafael Alberti, 1964
- Ofertorio für Frauenchor, 1964
- Suite Argentina für Gitarre, 1965
- Canción del bardo für Sopran und gemischten Chor, 1966
- Sin niño, (sin nido) für Gesang und Klavier, Text von Celso Emilio Ferreiro, 1968
- ¿Qué pasa o redor de min? für Gesang und Klavier, Text von Celso Emilio Ferreiro, 1968
- Canción 17 für Gesang und Flöte, 1968
- Canciones juglarescas für Stimme, Flöte und Klavier, Texte von Rafael Alberti und Jesús López Pacheco, 1970
- Schauspielmusik zu Romance de lobos von Ramón María del Valle-Inclán, 1970
- Cuarteto de Cuerdas, 1971
- Schauspielmusik zu La dama boba von Lope de Vega, 1971
- Homenaje a Cuatro vihuelistas españoles del Siglo XVI. für Gitarre und Orchester, 1971
- Schauspielmusik zu La verdad sospechosa von Juan Ruiz de Alarcón, 1972
- Suite Escolástica für Flöte und Streichorchester, 1975
- Trio op 1 Nº 1 für Violine, Cello und Klavier, 1975
- Canciones si palabras für Gitarre, 1975
- Romancillo anónimo español für Gitarre, 1975
- Cinco canciones für Gesang und Klavier, Texte von Juan Laurentino Ortiz und Cayetano Córdova Iturburu, 1979
- Sonata für Gitarre und Klavier, 1979
- Fantasía. Homenaje a F. Liszt für Klavier, 1980
- Tocata für Klavier, 1980
- Scarlattiana, Sonata fantasía für Cembalo, 1982
- Improntu für Gitarre, 1984
- Adagio y Allegro für Kotraaltblockflöte, Oboe, Fagott und Klavier, 1984
- Intermezzo für Cello, 1986
- Quinteto für Klavierquintett, 1986
- Música para os seis Poemas Galegos de Federico García Lorca für Gesang und Klavier, 1995
- Dos canciones sobre poemas de R. Beracochea für Gesang und Klavier, 1995

## Filmografie (Auswahl)
- 1955: Der Tod eines Radfahrers (Muerte de un ciclista )
- 1956: Hauptstraße (Calle Mayor)
- 1956: Die Welt wird uns gehören (El expreso de Andalucía)
- 1956: Verbotener Strand (Playa prohibida)
- 1958: Die Rache (La venganza)
- 1959: Geschichte eines Arztes (Salto a la gloria )
- 1962: FBI… es war Mord (A hierro muere)
- 1963: Eddie – Miezen und Moneten (Tela de araña)
- 1963: Wer spricht von Schuld (Los inocentes )